# José Martín Colmenarejo
Martín Colmenarejo Pérez (Colmenar Viejo (Madrid), 7 de abril de 1936 - Madrid, 19 de noviembre de 1995) fue un ciclista español, profesional entre 1961 y 1966 cuyos mayores éxitos deportivos los obtuvo en la Vuelta ciclista a España prueba en la que logró 1 victoria de etapa en la edición de 1965 y el segundo puesto en la clasificación general final en la edición de 1963.

## Palmarés
| 1961 - 1 etapa de la Volta a Cataluña 1962 - 2 etapas de la Vuelta a Colombia 1963 - 1 etapa en la Vuelta a Suiza - Vuelta a Levante, más 1 etapa - 2.º en la Vuelta a España | 1964 - 1 etapa en la Vuelta a Suiza - Campeón de España por Regiones 1965 - 1 etapa en la Vuelta a España - 1 etapa de la Vuelta a Portugal |

## Resultados en grandes vueltas ciclistas y Campeonatos del Mundo de Ciclismo en Ruta
| Carrera         | 1960 | 1961 | 1962 | 1963 | 1964 | 1965 | 1966 |
| --------------- | ---- | ---- | ---- | ---- | ---- | ---- | ---- |
| Giro de Italia  | -    | -    | -    | -    | 33.º | -    | -    |
| Tour de Francia | -    | -    | -    | -    | -    | -    | -    |
| Vuelta a España | -    | 39.º | -    | 2.º  | -    | 32.º | -    |
| Mundial en Ruta | -    | -    | -    | -    | -    | -    | -    |